# Miloš Stantejský
Miloš Stantejský (1. ledna 1920 Vrdy – 24. června 1942 Pardubice) byl účastník protinacistického odboje v rámci skupiny Čenda, účetní lomu Hluboká u Ležáků a spolupracovník výsadku Silver A, popravený nacisty.

## Život

### Civilní život
Miloš Stantejský se narodil 1. ledna 1920 ve Vrdech v dnešním okrese Kutná Hora. Poté žil v Přelouči, kde absolvoval místní měšťanskou školu, po ní pak vystudoval vyšší hospodářskou školu v Čáslavi. Jeho sestra se provdala za majitele lomu v Ležákách J. Černíka, který v něm Miloše Stantejského na začátku války zaměstnal na pozici účetního. Zde také v té době přebýval.

### Protinacistický odboj
Po německé okupaci vznikla odbojová skupina Čenda a to z popudu občanů Ležáků a několika okolních obcí. Jedním ze zakládajících členů byl i Miloš Stantejský. Skupina se soustřeďovala na opatřování trhavin a zbraní pro potřeby odboje, napojena byla i na větší organizace PVVZ a ÚVOD. V lednu 1942 začal z ležáckého lomu Hluboká vysílat radista výsadku Silver A Jiří Potůček a po dobu jeho pobytu v Ležákách byl Miloš Stantejský součástí skupiny, která jej podporovala. Dne 16. června 1942 došlo ke zradě Karla Čurdy, díky kterému se gestapo dostalo ke jménům a adresám spolupracovníků parašutistů. Rozjelo se zatýkání jehož obětí se stal i Miloš Stantejský. K tragickému vyvrcholení celé záležitosti došlo 24. června, kdy byly vypáleny Ležáky a jejich občané starší patnácti let popraveni na pardubickém Zámečku. Mezi nimi i Miloš Stantejský.

## Po smrti
- Miloš Stantejský byl po válce in memoriam vyznamenán Československým válečným křížem 1939. Tím se stal jediným přeloučským občanem, který obdržel toto vyznamenání.
- Miloš Stantejský se stal čestným občanem města Přelouče.
- Pomník Miloše Stantejského se nachází v pietním areálu v Ležákách.[1]
- Jeho jméno je uvedeno na pomníku obětem 2. světové války v Přelouči.[2]
- V červnu 2017 mu byl v Přelouči před jeho domem v Žižkově ulici č. p. 557 odhalen pomník podle návrhu Terezy Šmídové. Ulice, která ve stejném místě odbočuje, nese jeho jméno.[3]

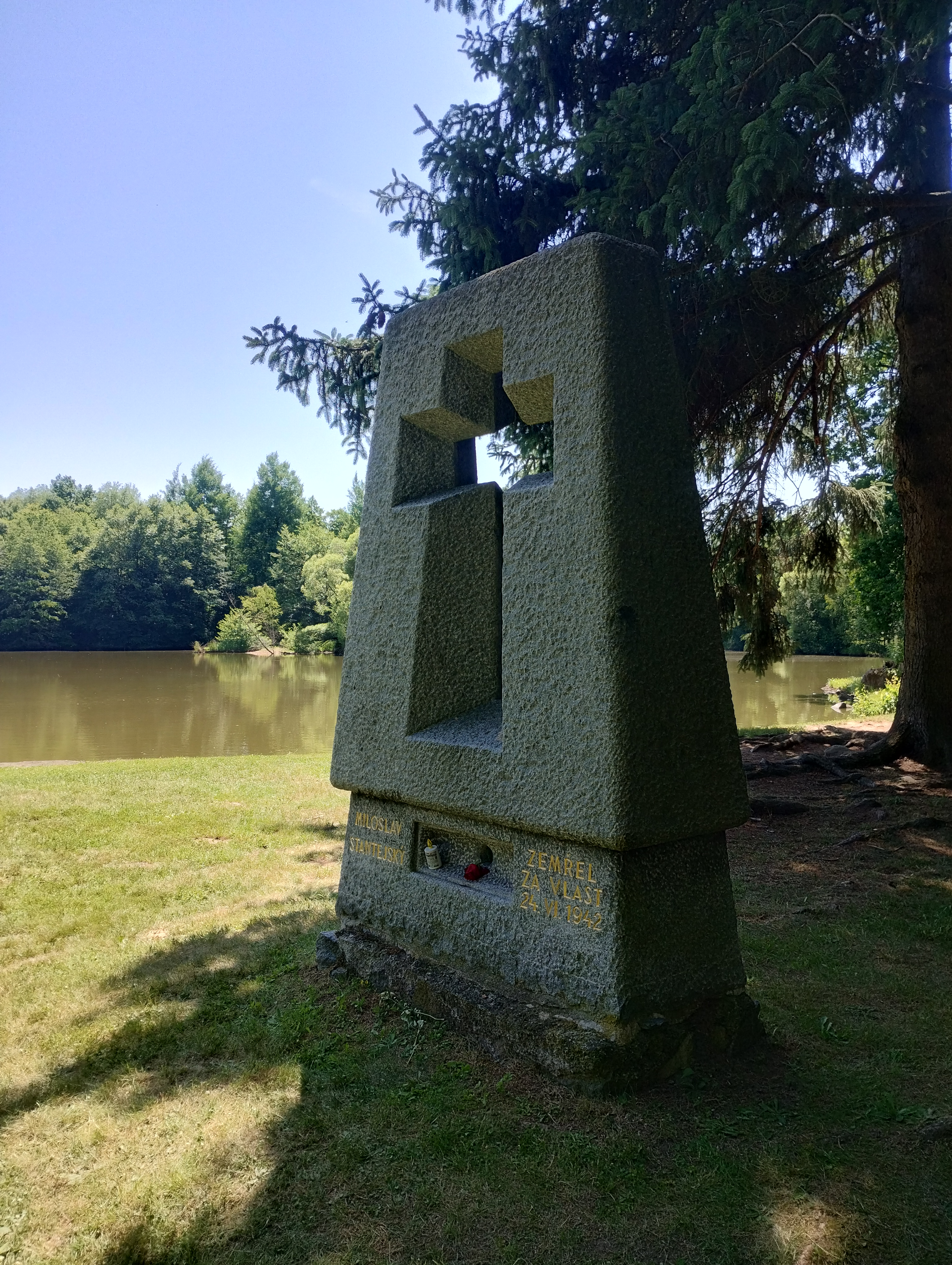
Pomník M. Stantejského v Ležákách

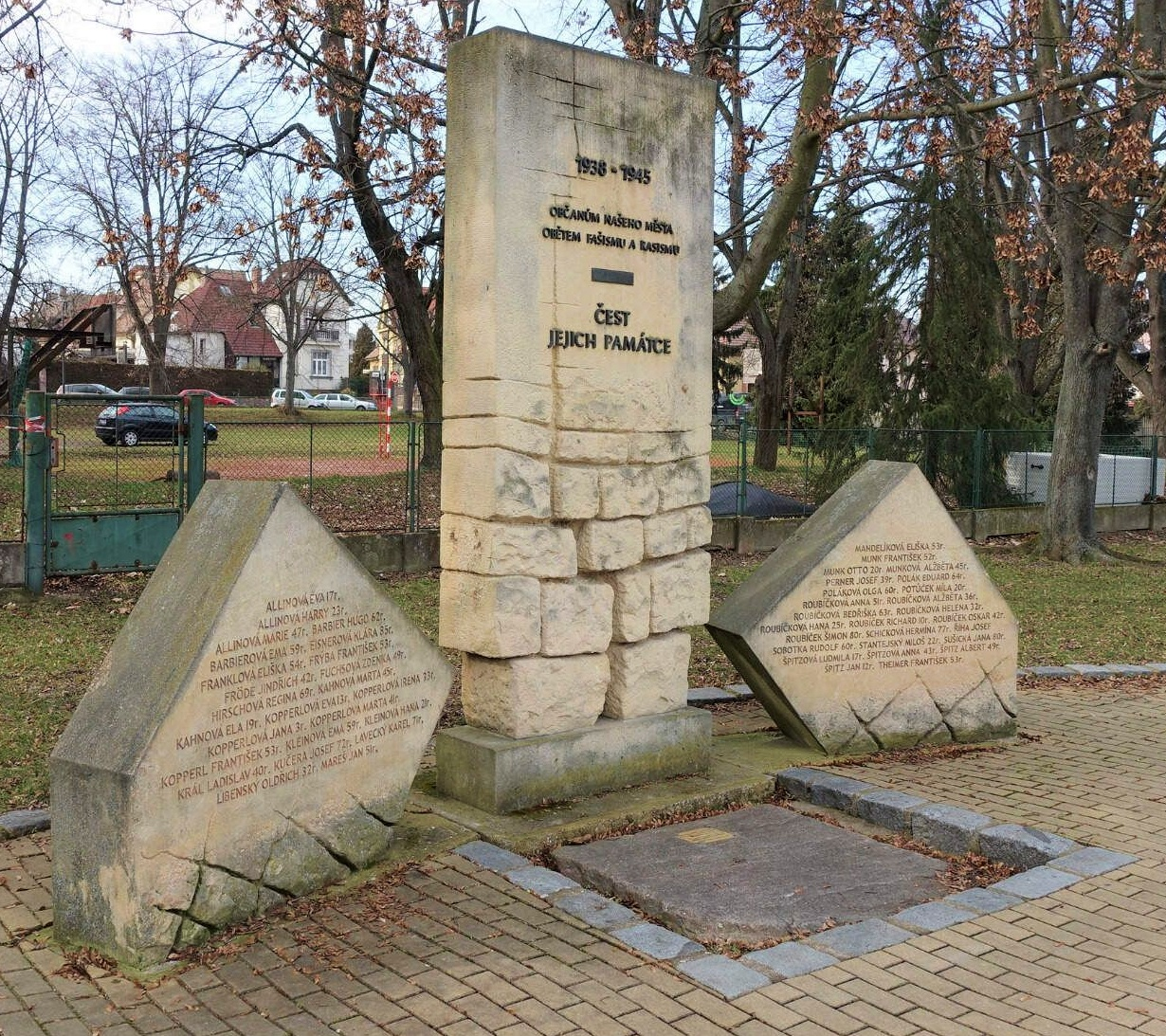
Památník obětem 2. svěové války v Přelouči se jménem M. Santejského